# بقعه امامزاده عزیز
آرامگاه امامزاده عزیز از دورهٔ صفوی است، و در روستای دینجرد شهرستان تفرش واقع شده‌است. این اثر در تاریخ ۱ آذر ۱۳۸۸ با شمارهٔ ثبت ۲۷۸۶۹ در فهرست آثار ملی ایران به ثبت رسیده‌است.